# Drymós
Drymós är en ort i Grekland.   Den ligger i prefekturen Nomós Thessaloníkis och regionen Mellersta Makedonien, i den norra delen av landet, 300 km norr om huvudstaden Aten. Drymós ligger 189 meter över havet och antalet invånare är 2 060.
Terrängen runt Drymós är platt åt nordost, men åt sydväst är den kuperad. Runt Drymós är det ganska tätbefolkat, med 83 invånare per kvadratkilometer. Närmaste större samhälle är Thessaloníki, 15,4 km söder om Drymós. Trakten runt Drymós består till största delen av jordbruksmark.